# Myra Hess
Myra Hess (Londres, 25 de febrero de 1890 - ibídem, 25 de noviembre de 1965), con nombre de nacimiento Julia Myra Hess, fue una pianista británica. Le concedieron el título de Dama comendadora de la Orden del Imperio Británico.

## Biografía
Julia Myra Hess nació el 25 de febrero de 1890 en Londres. Comenzó sus estudios de piano a la edad de 5 años y dos años más tarde ingresó en el Guildhall School of Music and Drama, donde se graduó como ganadora de la medalla de oro. Más tarde, fue alumna de Tobias Matthay en la Royal Academy of Music. Debutó con gran éxito en 1907 con el "Concierto para piano nº 4" de Beethoven, bajo la dirección de Thomas Beecham. Desde entonces estuvo especialmente ligada a esta obra, que tocó en diversas ocasiones a lo largo de su carrera. A continuación, inició una gira por el Reino Unido, los Países Bajos y Francia. Su debut en Estados Unidos tuvo lugar el 24 de enero de 1922 en Nueva York y no sólo interpretó obras como solista, sino que también tocó acompañada de una orquesta.
Su gran éxito le sobrevino durante la Segunda Guerra Mundial cuando, con todas las salas de conciertos cerradas, organizó una serie de concierto a media mañana en la National Gallery de Londres. Estos conciertos se organizaron de 1939 a 1946 y con frecuencia Myra Hess actuaba sin percibir remuneración económica alguna. Por esta contribución por mantener la moral de la población de Londres fue nombrada dama comendadora de la Orden del Imperio Británico en 1941.
Trabajó un extenso repertorio y estrenó varias obras. Hacia el final de su trayectoria pianística se centró en piezas de los periodos clásico y barroco. Fueron famosas
 sus interpretaciones de los conciertos de Mozart, Beethoven, Bach o Schumann, pero tuvo un amplio repertorio desde Domenico Scarlatti hasta obras contemporáneas. 
Realizó el estreno de la "Sonata para piano" y el "Concierto para piano" de Howard Ferguson. También interpretó gran cantidad de obras de música de cámara y realizó un dúo con Irene Scharrer. Realizó un conocido arreglo para el preludio de coral "Jesus bleibet meine Freude" de la cantata N.º 147 "Herz und Mund und Tat und Leben" de Bach.
Falleció el 25 de noviembre de 1965 en Londres.